# Grande Mosquée du Vendredi de Niono
Pour les articles homonymes, voir Grande Mosquée du Vendredi.
La Grande Mosquée du Vendredi de Niono, au Mali, est une mosquée construite en 1948 par une équipe de maçons de Djenné. Il s'agit d'un édifice de banco, d'architecture soudanaise.

## Histoire
De 1955 à 1956 a lieu une première phase d'agrandissement de la mosquée, avec la construction de six travées transversales côté sud. Puis de 1969 à 1973 une deuxième phase d'extension a lieu, avec la construction de deux travées longitudinales côté ouest. La partie centrale (datant de 1948) est alors totalement reconstruite. À la fin de cette période sont construits la salle de prière des femmes ainsi que les bâtiments annexes. Enfin, en 1983, la pièce servant de chambre de gardien est transformée en tombeau où repose le premier imam (décédé le 28 janvier 1983). 

## Description
Aujourd'hui, la mosquée s'étend sur une superficie totale de 1 800 m2.  
La mosquée comprend :  
- une salle principale de 658 m² ;
- le mausolée où repose le premier imam de la mosquée ;
- la salle de prière pour les femmes avec deux niveaux : le rez-de-chaussée plus un étage ;
- les annexes.

Le toit de rônier est supporté par 68 piliers.

## Prix obtenus et classement
Considéré comme un chef d’œuvre de l’architecture soudanaise, la mosquée a remporté le prix Aga Khan d'architecture en 1983. Reconnue d’intérêt historique en 2001, elle a été classée au patrimoine culturel national par décret au conseil des ministres du 3 septembre 2008.